# BE Junior Circuit
Der BE Junior Circuit (Abkürzung für Badminton Europe Junior Circuit) ist eine europäische Wettkampfserie im Badminton für Nachwuchssportler.

## Geschichte
Die Wettkampfserie wurde in der Saison 2001/2002 von Badminton Europe ins Leben gerufen, um bestehende (und künftige) internationale Juniorenturniere in einem europäischen Wertungssystem zu bündeln. Der erste Circuit bestand aus neun einzelnen Meisterschaften. Die einzelnen Turniere werden in ihrer Wertigkeit durch die Grade A, B und C kategorisiert. Kategorie A haben nur das Dutch Juniors und das German Juniors. Entsprechend ihrer Platzierung erhalten die Teilnehmer bei jedem Turnier Punkte. Gewertet werden die besten sechs Turniere, zwei davon dürfen aus Turnieren der BWF-Weltrangliste der Erwachsenen stammen. Starten die Spieler mit unterschiedlichen Partnern in den Doppeldisziplinen, kann es auch zu einzelnen Siegern in den Doppelwertungen kommen. 2009 und 2010 ermittelten die beiden bestplatzierten Damen- und Herreneinzel beim Circuit-Finale der Erwachsenen die Sieger in einem Endspiel.

## Die Sieger
| Saison  | Herreneinzel            | Dameneinzel            | Herrendoppel                        | Damendoppel                                | Mixed                                    |
| ------- | ----------------------- | ---------------------- | ----------------------------------- | ------------------------------------------ | ---------------------------------------- |
| 2001/02 | Miha Šepec jr.          | Elke Biesbrouck        |                                     |                                            |                                          |
| 2002/03 | Petr Koukal             |                        | Andrew Bowman Jamie Neill           | Špela Silvester Urška Silvester            | Petr Koukal                              |
| 2003/04 | Luka Kumeis             | Urška Silvester        | Matthew Honey Harry Wright          | Špela Silvester Urška Silvester            | Neven Rihtar Maja Šavor                  |
| 2004/05 | Krasimir Yankov         | Pavla Janošová         |                                     |                                            |                                          |
| 2005/06 | Zvonimir Đurkinjak      | Kristína Ludíková      | Zvonimir Đurkinjak Luka Zdenjak     | Dominika Koukalová                         | Jakub Bitman                             |
| 2006/07 |                         |                        |                                     |                                            |                                          |
| 2007/08 | Matevž Bajuk            | Petra Petranović       | Aljoša Turk Matevž Bajuk            | Petra Hofmanová                            | Petra Hofmanová                          |
| 2008/09 | Alexandre Françoise     | Natalia Perminova      | Matevž Bajuk                        | Anastasia Chervyakova                      | Alexandre Françoise                      |
| 2009/10 | Toby Penty              | Natalia Perminova      | Paul Demmelmayer                    | Anastasia Chervyakova                      | Lukáš Zevl Lucie Havlová                 |
| 2010/11 | Lucas Claerbout         | Yelyzaveta Zharka      | Chris Coles Matthew Nottingham      | Helena Lewczynska                          | Matthew Nottingham Helena Lewczynska     |
| 2011/12 | Urban Turk              | Stefani Stoeva         | Mitja Šemrov Urban Turk             | Viktoriia Vorobeva                         | Jim Middelburg Soraya de Visch Eijbergen |
| 2011/12 | Urban Turk              | Stefani Stoeva         | Mitja Šemrov Urban Turk             | Viktoriia Vorobeva                         | Jim Middelburg Soraya de Visch Eijbergen |
| 2012/13 | Endstand unbekannt      | Endstand unbekannt     | Endstand unbekannt                  | Endstand unbekannt                         | Endstand unbekannt                       |
| 2013/14 | Endstand unbekannt      | Endstand unbekannt     | Endstand unbekannt                  | Endstand unbekannt                         | Endstand unbekannt                       |
| 2014/15 | Endstand unbekannt      | Endstand unbekannt     | Endstand unbekannt                  | Endstand unbekannt                         | Endstand unbekannt                       |
| 2014/15 | Endstand unbekannt      | Endstand unbekannt     | Endstand unbekannt                  | Endstand unbekannt                         | Endstand unbekannt                       |
| 2015/16 | Arnaud Merklé           | Réka Madarász          | Toma Junior Popov Thomas Baures     | Margot Lambert                             | Paweł Śmiłowski Magdalena Świerczyńska   |
| 2016    | Arnaud Merklé           | Réka Madarász          | Toma Junior Popov                   | Wiktoria Dąbczyńska Aleksandra Goszczyńska | Paweł Śmiłowski Magdalena Świerczyńska   |
| 2017    | Cristian Savin          | Maria Delcheva         | Julien Carraggi                     | Nazlıcan İnci Bengisu Erçetin              | Petra Polanc                             |
| 2018    | Christopher Grimley     | Anastasiia Shapovalova | Christopher Grimley Matthew Grimley | Petra Polanc                               | Brandon Yap                              |
| 2019    | Mads Juel Möller        | Anastasiia Shapovalova | William Jones                       | Chiara Passeri                             | Brandon Yap                              |
| 2020    | Jacobo Fernandez        | Ania Setién            | Jacobo Fernandez                    | Ania Setién Lucía Rodríguez                | Marcus Rindshøj Mette Werge              |
| 2021    | Tauri Kilk              | Lucie Amiguet          | Kenneth Neumann Jonathan Dresp      | Ramona Üprus                               | Oskar Männik Ramona Üprus                |
| 2022    | Tauri Kilk              | Petra Maixnerová       | David Eckerlin                      | Kateřina Koliášová                         | Jan Rázl                                 |
| 2023    | Adith Karthikeyan Priya | Gianna Stiglich        | David Eckerlin Simon Krax           | Kateřina Osladilová                        | Jelena Buchberger                        |
| 2024    | Milán Mesterházy        | Maria Koriagina        | Mehmet Can Töremiş Buğra Aktaş      | Kateřina Koliášová Kateřina Osladilová     | Sinem Yıldız Buğra Aktaş                 |
| 2025    |                         |                        |                                     |                                            |                                          |